# Wihtred
Wihtred (přibližně 670 – 23. dubna 725) byl od roku 690 nebo 691 až do své smrti králem Kentu. Byl synem Ecgberhta a bratrem Eadrika, kteří oba byli králi před ním. Sám ale nastoupil na trůn až po několika nejasných letech, které zahrnovaly několik jiných králů a krátkodobé dobytí Kentu wessexským králem Cædwallou, a na trůn tak nastoupil až jako nástupce krále Oswina a možná jej zpočátku přibližně do roku 694 sdílel se Swæfheardem (přinejmenším podle Bedy Ctihodného). Krátce po nástupu na trůn vydal zákoník, který se zachoval a který věnoval značnou pozornost právům církve a zahrnoval například tresty za nepatřičná manželství nebo pohanskou modloslužbu. V roce 725, kdy zemřel, jej na trůně nahradili jeho tři synové, Æthelbert II, Eadbert I a Alric.